# هالی هانتر
هالی پی. هانتر (به انگلیسی: Holly P. Hunter) (زادهٔ ۲۰ مارس ۱۹۵۸) هنرپیشه و تهیه‌کنندهٔ آمریکایی است. وی از دانشگاه کارنگی ملون فارغ‌التحصیل شده‌است.
او برای فیلم پیانو برندۀ اسکار نقش اول زن شده‌است.او در فیلم زن تحت تعقیب بازی کرده است.

## زندگی شخصی

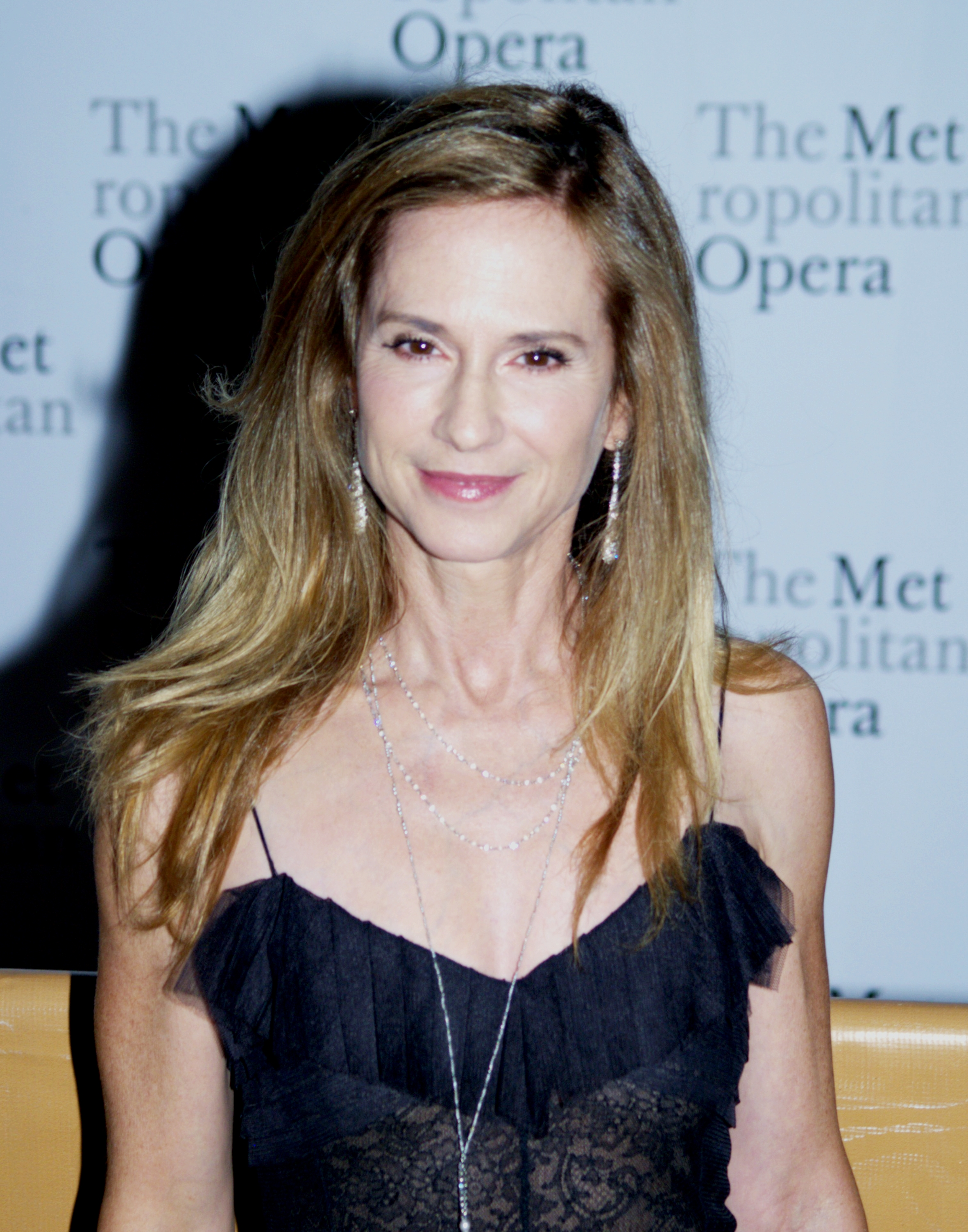
هالی پی. هانتر در سال 2010

هانتر به دلیل ابتلا به بیماری اوریون در کودکی، توانایی شنیدن صداها با گوش چپ را از دست داده‌است. این موضوع در بعضی مواقع باعث ایجاد پیچیدگی‌هایی در کارش می‌شود، به عنوان مثال در بعضی برداشت‌های فیلم‌ها باید تغییراتی در فیلم‌نامه صورت بگیرد تا او بتواند هنگام ایفای نقش از گوش راستش استفاده کند.
هانتر در سال ۱۹۹۵ با یانوش کامینسکی، فیلمبردار فیلم‌های فهرست شیندلر و نجات سرباز رایان ازدواج کرد و در سال ۲۰۰۱ از او جدا شد.
او از سال ۲۰۰۱ با گوردون مک‌دونالد، بازیگر بریتانیای در رابطه بوده‌است. این دو یکدیگر را طی تمرینات تئاتری به نام «در کنار باتلاق گربه‌ها» ساختهٔ مارینا کار در تئاتر سن خوزه ملاقات کردند. در این تئاتر هانتر نقش زنی را بازی می‌کرد که بعد از ۱۴ سال توسط معشوقش، که گوردون مک‌دونالد نقش آن را بازی می‌کرد، ترک شده بود. در ژانویهٔ ۲۰۰۶ سخنگوی هالی هانتر اعلام کرد که او دو فرزند پسر با نام‌ها کلود و پرس به دنیا آورده‌است.
هانتر همچنین یک بی‌خدای ندانم‌گرا است.

## فیلم‌شناسی
| سال  | فیلم                                              | نقش                       | یادداشت |
| ---- | ------------------------------------------------- | ------------------------- | --- |
| ۱۹۸۱ | سوزان                                             | Sophie                    | |
| ۱۹۸۴ | شیفت بعدازظهر                                     | Jeannie                   | |
| ۱۹۸۴ | دهشت‌زده                                           | Helene Trend              | صداپبشه، در عنوان بندی نیامده |
| ۱۹۸۷ | بزرگ کردن آریزونا                                 | Edwina 'Ed' McDunnough    | |
| ۱۹۸۷ | آخر خط                                            | Charlotte Haney           | |
| ۱۹۸۷ | A Gathering of Old Men                            | Candy Marshall            | |
| ۱۹۸۷ | اخبار تلویزیون                                    | Jane Craig                | Boston Society of Film Critics Award for Best Actress Los Angeles Film Critics Association Award for Best Actress National Board of Review Award for Best Actress جایزه حلقه منتقدان فیلم نیویورک برای بهترین بازیگر نقش اول زن خرس نقره‌ای برای بهترین بازیگر زن نامزدی — جایزه اسکار بهترین بازیگر نقش اول زن نامزدی — American Comedy Award for Funniest Actress in a Motion Picture نامزدی — جایزه گلدن گلوب بهترین بازیگر زن فیلم موزیکال یا کمدی نامزدی — National Society of Film Critics Award for Best Actress |
| ۱۹۸۹ | Miss Firecracker                                  | Carnelle Scott            | |
| ۱۹۸۹ | Animal Behavior                                   | Coral Grable              | |
| ۱۹۸۹ | همیشه                                             | Dorinda Durston           | |
| ۱۹۹۱ | Once Around                                       | Renata Bella              | |
| ۱۹۹۳ | پیانو                                             | Ada McGrath               | جایزه اسکار بهترین بازیگر نقش اول زن Australian Film Institute Award for Best Actress in a Leading Role جایزه بفتای بهترین بازیگر نقش اول زن Boston Society of Film Critics Award for Best Actress جایزه بهترین بازیگر زن جشنواره فیلم کن Chicago Film Critics Association Award for Best Actress Dallas-Fort Worth Film Critics Association Award for Best Actress جایزه گلدن گلوب بهترین بازیگر زن فیلم درام London Film Critics Circle Award for Actress of the Year Los Angeles Film Critics Association Award for Best Actress National Board of Review Award for Best Actress National Society of Film Critics Award for Best Actress جایزه حلقه منتقدان فیلم نیویورک برای بهترین بازیگر نقش اول زن Southeastern Film Critics Association Award for Best Actress نامزدی — دیوید دی دوناتلو |
| ۱۹۹۳ | شرکت                                              | Tammy Hemphill            | نامزدی — جایزه اسکار بهترین بازیگر نقش مکمل زن نامزدی — جایزه بفتای بهترین بازیگر نقش مکمل زن |
| ۱۹۹۵ | میمون‌صفت                                          | M.J. Monahan              | Special Mention Award در Festival du Film Policier de Cognac (shared with سیگورنی ویور) |
| ۱۹۹۵ | خانه‌ای برای تعطیلات                               | Claudia Larson            | |
| ۱۹۹۶ | تصادف                                             | Helen Remington           | |
| ۱۹۹۷ | یک زندگی کمتر معمولی                              | O'Reilly                  | |
| ۱۹۹۸ | با صدای بلند زندگی کردن                           | Judith Moore              | نامزدی — American Comedy Award for Funniest Actress in a Motion Picture نامزدی — Chicago Film Critics Association Award for Best Actress نامزدی — Satellite Award for Best Actress – Motion Picture Musical or Comedy |
| ۱۹۹۹ | Jesus' Son                                        | Mira                      | |
| ۲۰۰۰ | Woman Wanted                                      | Emma Riley                | |
| ۲۰۰۰ | تایم کد                                           | Renee Fishbine, Executive | |
| ۲۰۰۰ | ای برادر، کجایی؟                                  | Penny Wharvey McGill      | نامزدی — Satellite Award for Best Supporting Actress – Motion Picture |
| ۲۰۰۰ | چیزهایی که فقط با نگاه کردن می‌توانید به او بگویید | Rebecca Waynon            | نامزدی — جایزه امی for Best Supporting Actress in a Miniseries or Film |
| ۲۰۰۱ | Festival in Cannes                                | Herself                   | در عنوان بندی نیامده |
| ۲۰۰۲ | مسیر مهتابی                                       | Mona Camp                 | |
| ۲۰۰۳ | سبک‌سری                                            | Adele Easley              | |
| ۲۰۰۳ | سیزده                                             | Melanie Freeland          | جشنواره فیلم لوکارنو International Cinephile Society Award for Best Supporting Actress Las Vegas Film Critics Society Award for Best Supporting Actress نامزدی — جایزه اسکار بهترین بازیگر نقش مکمل زن نامزدی — جایزه بفتای بهترین بازیگر نقش مکمل زن نامزدی — Broadcast Film Critics Association Award for Best Supporting Actress نامزدی — Chicago Film Critics Association Award for Best Supporting Actress نامزدی — Dallas-Fort Worth Film Critics Association Award for Best Supporting Actress نامزدی — جایزه گلدن گلوب بهترین بازیگر نقش مکمل زن نامزدی — London Film Critics Circle Award for Actress of the Year نامزدی — Online Film Critics Society Award for Best Supporting Actress نامزدی — Phoenix Film Critics Society Award for Best Supporting Actress نامزدی — Prism Award for Best Performance in a Theatrical Feature Film نامزدی — Satellite Award for Best Supporting Actress – Motion Picture نامزدی — جایزه انجمن بازیگران فیلم برای بهترین بازیگر نقش مکمل زن نامزدی — Southeastern Film Critics Association Award for Best Supporting Actress نامزدی — Washington D.C. Area Film Critics Association Award for Best Supporting Actress |
| ۲۰۰۴ | Little Black Book                                 | Barb Campbell-Dunn        | |
| ۲۰۰۴ | شگفت‌انگیزان                                       | Helen Parr/Elastigirl     | صداپبشه نامزدی — جایزه سینمایی ام‌تی‌وی for Best On-Screen Team |
| ۲۰۰۵ | نه زندگی                                          | Sonia                     | جشنواره فیلم لوکارنو for Best Actress (shared with the film's ensemble of actresses) نامزدی — جوایز گاتهام for Best Cast |
| ۲۰۰۵ | سپید بزرگ                                         | Margaret Barnell          | |
| ۲۰۱۲ | عقب‌نشینی نمی‌کنم                                   | Evelyn Riske              | |
| ۲۰۱۲ | Jackie                                            | Jackie                    | |
| ۲۰۱۳ | پردیس                                             | Mrs. Mannerhelm           | |
| ۲۰۱۴ | منگلهورن                                          | Dawn                      | |
| ۲۰۱۶ | بتمن و سوپرمن: طلوع عدالت                         | Senator Finch             | |
| ۲۰۱۶ | سبک‌وزن (فیلم)                                     |                           | |